# Montañas del Pacífico Medio
Las Montañas del Pacífico Medio (MPM), o también la Meseta del Pacífico Medio, es una gran meseta oceánica ubicada en el centro del Océano Pacífico Norte o al sur de la cadena de montes submarinos Hawái-Emperador. De origen volcánico y edad mesozoica, se ubica en la parte más antigua de la Placa del Pacífico y se eleva hasta 2 km (Darwin Rise) sobre el fondo del océano circundante y está cubierto con varias capas de secuencias sedimentarias gruesas que difieren de las de otras mesetas en el Pacífico Norte. Cerca de 50 montes submarinos se distribuyen por ahí. Algunos de los puntos más altos de la cordillera se encuentran sobre el nivel del mar, que incluyen a la isla Wake y la isla Marcus.
El fondo oceánico de las MPM se remonta al Jurásico-Cretácico, una de las cortezas oceánicas más antiguas de la Tierra.
Las MPM son una cordillera de guyots con una composición de lava similar a las que se encuentran en Islandia y las Islas Galápagos, y probablemente se formaron de manera similar en o cerca de un rift. En el Cretácico, formaron grandes islas tropicales ubicadas más próximas al Ecuador que comenzaron a hundirse en el Mesozoico tardío.
Las MPM se formaron en el Cretácico Temprano (c.110 Ma) sobre un punto caliente que elevó el fondo del océano de la aún joven Placa del Pacífico. Los arrecifes se desarrollaron en las islas subyacentes y el vulcanismo renovado en el Cretácico Tardío ayudó a mantener algunas de las islas orientales, pero inevitablemente los guyots se hundieron a su profundidad actual. Se ha propuesto que las MPM han cruzado sobre varios puntos calientes, y los guyots de las MPM son de hecho más antiguas en las occidentales que en la parte este, pero los guyots no forman cadenas que puedan trazarse hasta puntos calientes conocidos. Las MPM, sin embargo, debieron haberse originado sobre el Superswell del Pacífico Sur. Entre los guyots que hay se encuentran Allison Guyot, Horizon Guyot, Resolution Guyot y Darwin Guyot.
La mitad occidental de la cadena de puntos calientes de la Isla de Pascua, un lineamiento que incluye las islas de la Línea y el archipiélago Tuamotu, comienza cerca de la parte oriental de las MPM. Por tanto, la formación de las MPM probablemente ocurrió en la Cresta del Pacífico-Farallón y el punto caliente de Pascua, o donde ahora se encuentra la Placa de Pascua.